# Санкт-Иоганн-им-Понгау (округ)
Санкт-Иоганн-им-Понгау (нем. Bezirk Sankt Johann im Pongau) — политический округ в Австрии. Центр округа - город Санкт-Иоганн-им-Понгау. Округ входит в федеральную землю Зальцбург. Занимает площадь 1.755,37 кв. км. Плотность населения 44 человек/кв.км.

## Административные единицы

### Города
1. Бишофсхофен (10 087)
2. Радштадт (4 710)
3. Санкт-Иоганн-им-Понгау (10 489)

### Ярмарки
1. Альтенмаркт-им-Понгау (3 486)
2. Бад-Хофгастайн (6 727)
3. Ваграйн (3 127)
4. Верфен (3 085)
5. Гроссарль (3 634)
6. Санкт-Файт-им-Понгау (3 330)
7. Шварцах-им-Понгау (3 526)

### Общины
1. Бадгастайн (5 838)
2. Верфенвенг (766)
3. Гольдег (2 216)
4. Дорфгаштайн (1 649)
5. Клайнарль (743)
6. Мюльбах-ам-Хохкёниг (1 629)
7. Пфаррверфен (2 174)
8. Санкт-Мартин-ам-Тенненгебирге (1 406)
9. Унтертауэрн (453)
10. Фильцмос (1 352)
11. Флахау (2 625)
12. Форстау (515)
13. Хюттау (1 555)
14. Хютчлаг (974)
15. Эбен-им-Понгау (2 005)